# Cotignola

carta geografica relativa al terremoto di Cotignola dell' 11 aprile 1688

Cotignola (Cudgnôla in romagnolo) è un comune italiano di 7 348 abitanti della provincia di Ravenna in Emilia-Romagna.

## Geografia fisica
Cotignola si trova nel settore nord-occidentale dell'ampia e fertile pianura alluvionale che circonda Ravenna, sulle sponde del fiume Senio, circa a metà strada tra Faenza e Lugo.

## Origini del nome
Il documento più antico che riporta il nome Cotoniola risale al 1º febbraio dell'anno 919: si tratta di una pergamena nella quale si legge che l'arcivescovo di Ravenna Costantino (914-920) concedeva le terre poste «nei fondi di Cotoniola e Flumisiana» della Pieve di Santo Stefano in Panigale (il più antico luogo di culto nel territorio cotignolese).
Sono state formulate diverse ipotesi per spiegare l'origine del nome. Quella oggi più accreditata lega la provenienza del toponimo alla particolare attitudine del terreno alla coltivazione della mela cotogna. A testimonianza di ciò, il fatto che questa venne assunta come simbolo nello stemma del Comune.

## Storia

### Dal Medioevo al Regno d'Italia
Nota come Cotoniola sin dal 919 (vedi sopra), dal territorio il nome passò a indicare il centro abitato. La prima attestazione del toponimo (nella forma Gudignola) si ha in una pergamena del 1177. Nel 1217 i Faentini, per contrastare l'attivismo dei conti di Cunio, un casato in rapida espansione nel territorio tra Faenza e Bagnacavallo, fortificarono il centro abitato dotandolo di una rocca. La rocca passò di mano più volte dai Faentini ai Cunio, i quali si trasferirono nella vicina Barbiano, poi lasciarono la Romagna con l'investitura nel 1431 da parte del Duca di Milano della contea di Belgioioso. Nel 1274 i forlivesi edificarono un nuovo fortilizio su richiesta del comune di Faenza. Reclutarono la truppa prendendo uomini di Forlì "levati per la maggior parte dal Borgo de Cotogni": per questo il castello viene denominato Cotogniola.
Dal Milletrecento fino alla prima metà del Quattrocento, per quasi due secoli Cotignola venne conquistata e riconquistata dai signori locali: nel 1411 divenne feudo di Muzio Attendolo, che ottenne per la città natale il titolo di contea. Muzio Attendolo fu signore di Cotignola fino alla morte, avvenuta nel gennaio 1424. I suoi beni furono ereditati dal figlio Francesco Sforza che, nel 1450 divenne duca di Milano. Con la fondazione del Ducato di Milano, la contea di Cotignola divenne uno dei possedimenti del principe milanese.
Spiega lo storico locale Alfredo Toschi:
Il loro capostipite, Muzio Attendolo detto Sforza, scelta la vita militare, partì da Cotignola fino a divenire un celebre capitano di ventura. Sulla sua scia il figlio Francesco Sforza divenne duca di Milano, importantissima città che la dinastia sforzesca governò per oltre un secolo.»
Ludovico Maria Sforza concesse a Cotignola il titolo di città nel 1494. Nel 1499 gli Sforza furono cacciati dal re di Francia Luigi XII, il quale s'impadronì del Ducato di Milano. Nel 1502 il re di Francia patrocinò il matrimonio tra Lucrezia Borgia e il duca di Ferrara Alfonso I d'Este. A titolo di ricompensa per essersi accasato con i Borgia Luigi XII donò agli Este Cotignola. Cotignola fu annessa, insieme ad altri territori della Bassa Romagna, al Ducato di Ferrara.
Con l'estinzione della dinastia estense, nel 1598, Cotignola passò allo Stato Pontificio (nella Legazione di Ferrara), sotto il quale rimase per quasi tre secoli (a parte gli anni 1796-1814, periodo di dominazione napoleonica). Nella seconda metà del XVIII secolo vivevano in paese circa 1.500 abitanti. Nel 1688 il paese fu quasi interamente distrutto da un terremoto.
Alla metà del XIX secolo il territorio di Cotignola fu insanguinato dalla feroce banda del Passatore. La sera del 17 gennaio 1850 egli attaccò la cittadina e prese in ostaggio i gendarmi pontifici e parte degli abitanti. Si fece consegnare un bottino pari a 4 500 scudi. Dopodiché i briganti seviziarono un gendarme che aveva preso parte all'uccisione del fratello di Giazzolo, uno dei più fidati sgherri del Passatore. Successivamente furono condotti sul ponte sul fiume Senio, torturati e, moribondi, gettati nel fiume Senio da due ex-gendarmi.
Con l'annessione delle Legazioni pontificie al Regno di Sardegna (1859), il comune di Cotignola fu incluso nella Provincia di Ravenna (annessione sancita con i plebisciti del 1860).

### Novecento
Già combattente della prima guerra mondiale, decorato di due medaglie d'argento e una di bronzo, fu consigliere comunale per il Partito repubblicano prima della Marcia su Roma.
Vedi Cristina Tassi, Quarantuno di noi. Storia e storie degli ebrei di Cotignola, Longo, Ravenna 2020, pp. 83 e segg.
Durante la prima guerra mondiale, nelle operazioni aeree di guerra si distinse particolarmente il sergente maggiore Giannetto Vassura. Cotignolese, ultimo di cinque fratelli, Vassura fu inquadrato come pilota da bombardamento. Cadde il 27 ottobre 1918 nell'abbattimento del suo Caproni Ca.3 sui cieli di Vittorio Veneto. Decorato della medaglia d'argento al valore militare nel 1919, gli venne intitolato l'aeroporto militare di Rimini nel 1929.
Cotignola subì in modo particolarmente duro le vicende della seconda guerra mondiale: la vicinanza al fiume Senio, dove si arrestò il fronte per sei mesi nell'inverno 1944-1945, fu causa dei ripetuti bombardamenti alleati, che rasero al suolo la città (fu distrutto l'80% degli edifici urbani). I bombardamenti furono interrotti nell'aprile 1945 grazie all'operazione "Bandiera bianca". Leno Casadio, capo partigiano, e don Stefano Casadio, sacerdote e cappellano militare, attraversarono insieme il Senio e raggiunsero da soli, innalzando una bandiera bianca, il campo degli Alleati. Convinsero gli anglo-americani ad arrestare i bombardamenti, perché gli unici tedeschi rimasti erano stati fatti prigionieri dai partigiani.. Cotignola fu liberata all'alba del 10 aprile dalla 2ª Divisione (della Nuova Zelanda) del V Corpo d'Armata britannico.
Dopo la guerra, si contarono 270 vittime civili su una popolazione di circa 7.000 residenti (circa 4.800 furono invece gli sfollati). La città fu ricostruita rispettando l'impianto urbanistico preesistente.
Nel dopoguerra Cotignola è diventata un polo attrattivo per rilevanti attività produttive, in svariati settori, fra cui agroindustria, metallurgia, chimica, meccanica di precisione e sanità.

### Simboli
Il cotogno è arma parlante con riferimento al toponimo, fu lo stemma di famiglia di Muzio Attendolo Sforza. Nel 1401 venne aggiunto il leone per concessione dell'imperatore Roberto III di Wittelsbach.
Lo scudo è timbrato da una corona racchiudente una sorta di tocco, un copricapo simile a quelli dei magistrati e dei principi imperiali, avente per cimiero una creatura descritta dagli araldisti come: «un drago nascente e mostruoso di verde, rialzato da due ali in ventaglio del medesimo e tese da rinforzi acuminati, la testa senile posta in terza al naturale con barba e capelli canuti, tenente con ambo gli artigli un anello d'oro con incastonato un diamante tagliato a punta d’azzurro.» L'anello è una concessione del marchese Nicolò III d'Este, che lo aveva tra le sue imprese, per i meriti che il capitano Muzio Sforza degli Attendolo ebbe al suo servizio.
Il gonfalone è un drappo di azzurro.

### Onorificenze
Amico di lunga data di Vittorio Zanzi, Luigi Varoli fu suo stretto collaboratore nella realizzazione della rete di solidarietà ed ospitalità che permise a tutti gli ebrei arrivati a Cotignola di salvarsi la vita.
All'inizio degli anni quaranta Varoli era docente di disegno al liceo scientifico di Lugo. Dirigeva inoltre una scuola d'arte e mestieri a Cotignola, che lui stesso aveva fondato nei primi anni venti. Era molto conosciuto in paese. Varoli aveva sposato Anna Cortesi, cugina di Vittorio, quindi i due erano legati anche dalla parentela acquisita. Inoltre abitavano entrambi in corso Sforza. La casa di Varoli era un luogo d'incontro di gente d'ogni estrazione, credo e ideologia. Durante la guerra fu frequentata anche da fascisti e da ufficiali tedeschi. Dopo l'8 settembre e l'occupazione nazista del Nord Italia, Varoli riuscì a mantenere una posizione di equidistanza tra le parti in causa, che gli permise di dare una concreta possibilità di salvezza a quanti si sentivano in pericolo di vita.
Dall'ottobre 1943 tenne nascosto per ben sei mesi Guido Ottolenghi, italiano di religione ebraica, che in questo modo riuscì ad evitare i rastrellamenti.
Vedi Cristina Tassi, Quarantuno di noi. Storia e storie degli ebrei di Cotignola, Longo, Ravenna 2020, pp. 123 e segg.
La città vanta la Medaglia d'argento al valore civile per l'impegno degli abitanti nel salvare 41 ebrei dalle persecuzioni razziali nel periodo dell'occupazione tedesca durante la seconda guerra mondiale. Il commissario prefettizio dell'epoca, Vittorio Zanzi, riuscì a fornire loro dei documenti falsi, facendoli stampare dagli impiegati dell'anagrafe. Nessuno degli ebrei che passarono da Cotignola venne denunciato né catturato.
Nel 1987 il Comune ha inaugurato un «parco della memoria» che ricorda i nomi dei salvati e dei salvatori. Al centro del parco una stele riporta i nomi degli ebrei ospitati a Cotignola e quelli dei cotignolesi che diedero loro rifugio. Attorno ad essa si stende un boschetto di 41 alberi (tanti quanti gli ebrei salvati) con al centro un cedro del Libano, l'albero simbolo di Israele, davanti al quale sono posti sei grossi sassi che simboleggiano i 6 milioni di ebrei uccisi nella Shoah.
In Israele, in uno dei parchi del Kren Kayemet, 500 alberi sono stati piantati a cura delle famiglie salvate in segno di gratitudine. Il 25 marzo 2002, i coniugi cotignolesi Vittorio Zanzi e Serafina Bedeschi, il pittore Luigi Varoli e la moglie Anna sono stati insigniti del riconoscimento di Giusti tra le nazioni dall'Istituto Yad Vashem a Gerusalemme.

## Monumenti e luoghi d'interesse
Il monumento più antico conservato a Cotignola è la stele funeraria di un cittadino romano (Caio Vario). La stele, databile fra il 30 e il 40 d.C., fu rinvenuta nel 1817.

### Architetture religiose
A Cotignola
- Chiesa di San Francesco. I Francescani si insediarono a Cotignola verso il 1490; la chiesa fu consacrata nel 1495. Inizialmente fu dedicata a Santa Maria degli Angeli; al titolo fu poi aggiunto quello di San Francesco, che finì per prevalere. È in stile lombardo-gotico, a tre navate, con l'abside a mattoni scoperti. All'interno conserva in una teca di vetro il corpo incorrotto del beato Antonio Bonfadini, che visse e morì a Cotignola. Alle pareti dell'edificio si possono ammirare vari affreschi e dipinti. Tra questi, una lunetta, parte terminale di una pala d'altare, raffigurante la Pietà opera dei fratelli Bernardino e Francesco Zaganelli (fine XV secolo). Altra opera pittorica di rilievo è la Pietà attribuita a Girolamo Marchesi (1480-1550), visibile in una nicchia nella navata laterale destra. Attiguo alla chiesa, l'oratorio di Santa Maria degli Angeli. Di antica fondazione, precedente alla chiesa, è sin dal Quattrocento la cappella degli Sforza[22]. Durante la seconda guerra mondiale il convento e la chiesa furono completamente distrutti. La chiesa venne ricostruita nelle forme originali[23]; il campanile in forma moderna. I lavori terminarono nel 1955. Nel 1982 il convento venne ridotto a domus filialis mentre la chiesa fu affidata alla custodia dei religiosi francescani[24]. Dal 2018 gestori di chiesa e convento sono i frati dell'Opera Santa Maria della Luce (OSMdL), associazione pubblica di fedeli clericale che ha sede presso la diocesi di Orvieto-Todi. La comunità attualmente presente organizza gli appuntamenti liturgici quotidiani e promuove il culto al beato Antonio Bonfadini. Il santuario è tuttora di proprietà dell'Ordine francescano.

A Barbiano
- Chiesa di Santo Stefano Protomartire: contiene varie pale d'altare di Felice Torelli e una tavola di scuola attribuita ai Carracci. L'edificio risale al X secolo. Fu per secoli una pieve con ampia giurisdizione sul territorio circostante.

A Budrio
- La chiesa risale al XIII secolo. Col passare del tempo ha subito diverse modifiche. Oggi si presenta con una facciata neoclassica. L'attuale campanile è stato edificato nel 1720. Dopo la seconda guerra mondiale sono stati restaurati la canonica e il campanile. Tra il 2015 e il 2018 il complesso parrocchiale è stato oggetto di un nuovo intervento conservativo.

A San Severo
- La facciata della chiesa fu progettata dall'architetto Cosimo Morelli nel 1789. Il luogo di culto, menzionato per la prima volta nel 1257, sorse in sinistra Senio. Nel 1638 avvenne una disastrosa rotta, tale che il letto del fiume si spostò. La chiesa, che era a sinistra del fiume, si ritrovò alla sua destra, [25].

### Architetture civili e militari
- Torre d'Acuto, fatta costruire nel 1376 da Giovanni Acuto, che era stato investito della signoria di Cotignola e di altre cittadine romagnole nel 1370. Distrutta quasi completamente durante l'ultima guerra (fu fatta saltare dai tedeschi nel 1944) è stata ricostruita com'era e dov'era nel 1972;
- Palazzo Sforza; fu la residenza della famiglia nel periodo del governatorato in città. Distrutto dai bombardamenti alleati, fu ricostruito nel 1961.

### Aree naturali
Area di riequilibrio ecologico
L'area del fiume Senio collocata tra la località Chiusaccia e il ponte della ferrovia Faenza-Lavezzola è considerata Sito di importanza comunitaria (Sic) - Zona di protezione speciale (Zps). La vegetazione riparale, che interessa un tratto di fiume, è funzionale alla conservazione dell'habitat, nonché di flora e di fauna autoctone.
Parco Pertini
Il parco Pertini è sia un parco cittadino (dotato di percorso-vita e servizio di ristorazione), sia un'area naturale. Caratteristica del parco sono i due ampi bacini, opera umana realizzata alla fine degli anni settanta del XX secolo. L'origine è casuale: in seguito ad abbondanti piogge, i contadini decisero di scavare un bacino artificiale per liberare i campi coltivati dall'acqua. Attorno al bacino furono creati successivamente un percorso protetto (per podisti, ciclisti e pattinatori), un secondo bacino e un campo sportivo. In particolare, il secondo bacino, chiamato "Lago dei Gelsi", riveste la funzione di oasi protetta per l'avifauna. Attorno al lago crescono anche numerose specie di flora selvatica, che vengono lasciate crescere spontaneamente. Nel tempo si sono sviluppate una flora caratteristiche ed una fauna, ittica e ornitologica, di pregio.

## Società

### Evoluzione demografica
Abitanti censiti

### Etnie e minoranze straniere
Secondo i dati ISTAT al 31 dicembre 2009 la popolazione straniera residente era di 585 persone. Le nazionalità maggiormente rappresentate in base alla loro percentuale sul totale della popolazione residente erano:
- Marocco 168 2,26%
- Romania 100 1,34%
- Senegal 95 1,28%

### Religione
Nel comune di Cotignola sono presenti cinque parrocchie facenti parte di due diocesi diverse:
- Diocesi di Faenza-Modigliana: Santo Stefano in Cotignola (principale), San Severo in Serraglio e Santa Maria in Cassanigo;
- Diocesi di Imola: Santo Stefano in Barbiano e Natività di Maria Vergine in Budrio.

A Cotignola sono vissuti due monaci e una monaca che la Chiesa ha proclamato beati: Antonio Bonfadini (1400-1482), Alberto Marchesi († 1531) e Cecilia Attendoli († 1531). Il primo è chiamato affettuosamente "il santo"; in sua memoria si tiene ogni lunedì di Pasqua la "Festa del Santo".

I Frati minori osservanti sono stati presenti per secoli in paese. Il loro convento fu edificato nel 1483; successivamente fu costruita la chiesa, in stile lombardo-gotico. Vi è sepolto il beato Antonio Bonfadini. I religiosi vennero soppressi nel 1805, riammessi nel 1823 e soppressi di nuovo nel periodo 1867-1880. Nel corso del XX secolo la loro presenza si è diradata finché nel 1964 gli ultimi frati rimasti sono stati trasferiti altrove.

In campo femminile, è esistito un monastero di Clarisse francescane intitolato a Santa Chiara e Santa Caterina. Fondato nel XVII secolo, terminò la sua esistenza nel 1805 a causa della soppressione da parte dei francesi.

## Cultura

### Musei

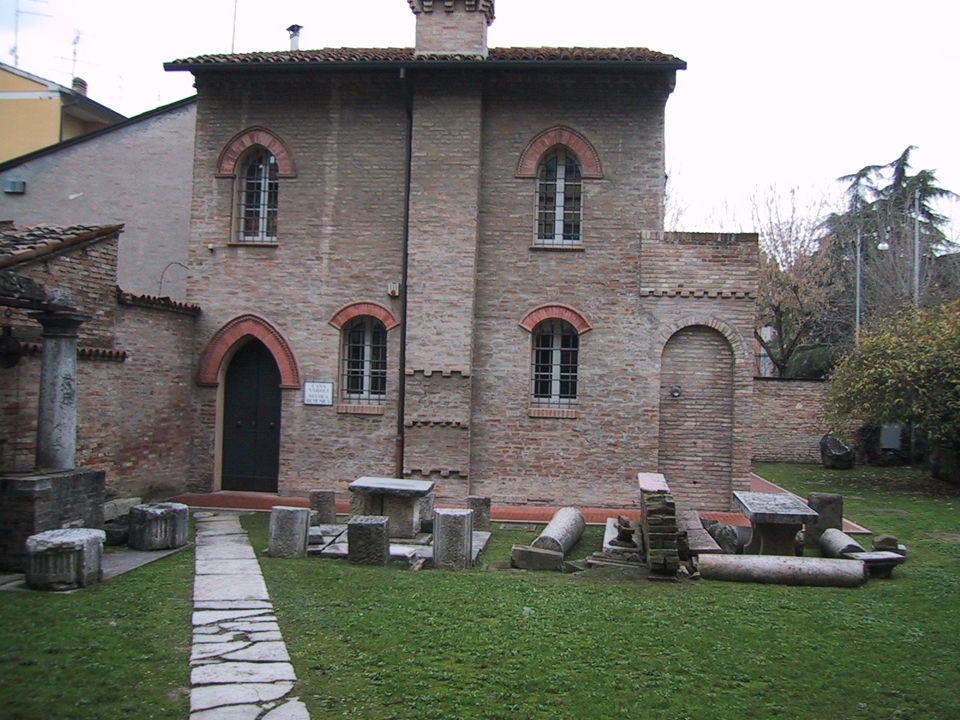
Casa Varoli.

#### Museo civico Luigi Varoli
Il Museo civico Luigi Varoli, inaugurato nel 1991, è dislocato su due sedi: palazzo Sforza e Casa Varoli. La fonte delle collezioni è una sola: il pittore, scultore, musicista e maestro d'arte Luigi Varoli (1889-1958). A Palazzo Sforza è esposta la mostra permanente delle sue opere (la più conosciuta è il Ritratto della pittrice) e contiene la sezione archeologica contenente i reperti archeologici rinvenuti in zona (il più importante è la stele romana di Caio Vario). All'ultimo piano del palazzo si trova la sezione «Cotignola paese dei Giusti». Varoli, infatti, è Giusto tra le nazioni avendo nascosto nella propria abitazione degli ebrei per salvarli dai campi di sterminio.

Casa Varoli è allestita come una tipica residenza d'artista. Al primo piano sono ospitate numerose opere di Varoli: maschere in cartapesta, teste in terracotta, gessi, disegni, strumenti musicali (Varoli era anche musicista, diplomato in contrabbasso all'Accademia filarmonica di Bologna) e bozzetti in creta.
Il 28 febbraio 2023 Casa Varoli è entrata nel novero delle «Case e studi delle persone illustri dell'Emilia-Romagna».
Il patrimonio museale di Cotignola comprende una seconda casa-museo: l'abitazione di Arialdo Magnani (1921-1999), pittore, poeta e ceramista allievo di Luigi Varoli.

### Teatro
Dal 2011 è attiva l'associazione culturale «Cambio Binario». Ha valorizzato gli spazi inutilizzati della stazione ferroviaria ed ha creato una sala teatrale all'interno di un deposito dismesso. Ogni anno organizza una stagione teatrale che ha crescente risonanza in ambito provinciale.

### Eventi
- Segavecchia: si svolge a metà della Quaresima ed è una delle sagre più antiche della Bassa Romagna: si celebra, infatti, dal lontano 1451. Narra la leggenda della "Segavecchia" che oltre cinque secoli fa, intorno alla metà della Quaresima, Francesco Sforza, duca di Milano e signore di Cotignola, avesse sorpreso una fattucchiera mentre stava perforando con uno spillo un fantoccio che lo raffigurava. Immediatamente la vecchia fu condannata a morte per decapitazione e il suo corpo fu bruciato in piazza, davanti al popolo.
 I festeggiamenti tengono il paese occupato da giovedì alla domenica della settimana di metà Quaresima. L'ultimo giorno di festa, la domenica, si tiene il «corso mascherato della Vecchia»: i carri allegorici sfilano lungo le vie della città. Alla fine della sfilata, fa il suo ingresso nella piazza centrale un enorme fantoccio di cartapesta, raffigurante la vecchia. Si dà quindi lettura pubblica della sentenza di condanna a morte; il boia sega la testa alla vecchia ed estrae ogni quantità di dolciumi e frutta secca. Il tutto è offerto ai presenti[35];
- Nell'Arena delle balle di paglia: nata nel 2009, la manifestazione ospita musica, teatro, letteratura e arti figurative; si svolge all'aperto lungo un'ansa del fiume Senio con la luna piena di luglio[36].
- Nel 2013 l'amministrazione di Cotignola ha lanciato il progetto di street art “Dal museo al paesaggio”: si tratta di una sorta di percorso che si snoda per le vie del paese, dal centro fino alla campagna, per raccontare la storia di Cotignola attraverso murales realizzati da artisti nazionali e internazionali[37].

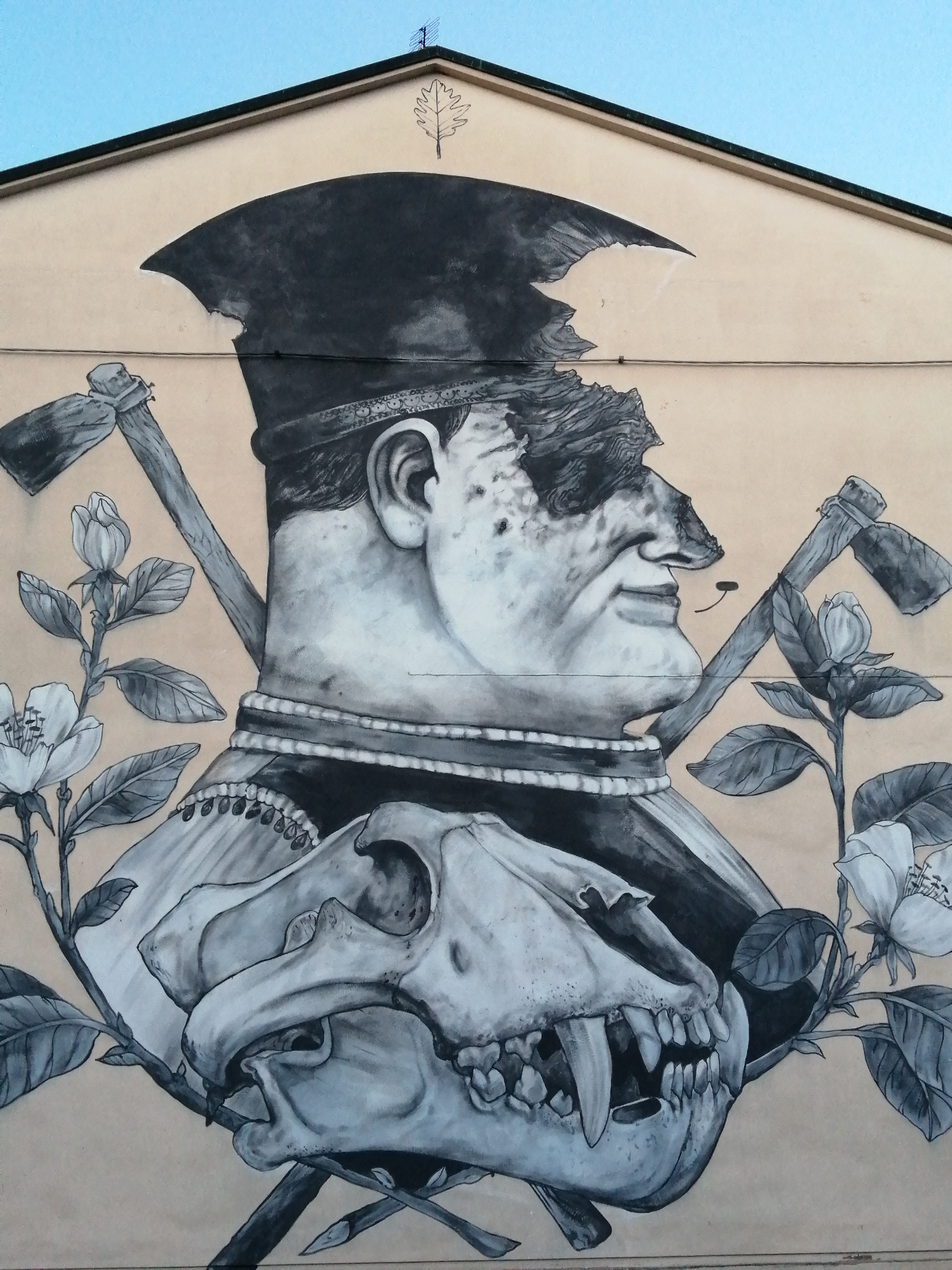
Murale che rappresenta il condottiero Muzio Attendolo Sforza.
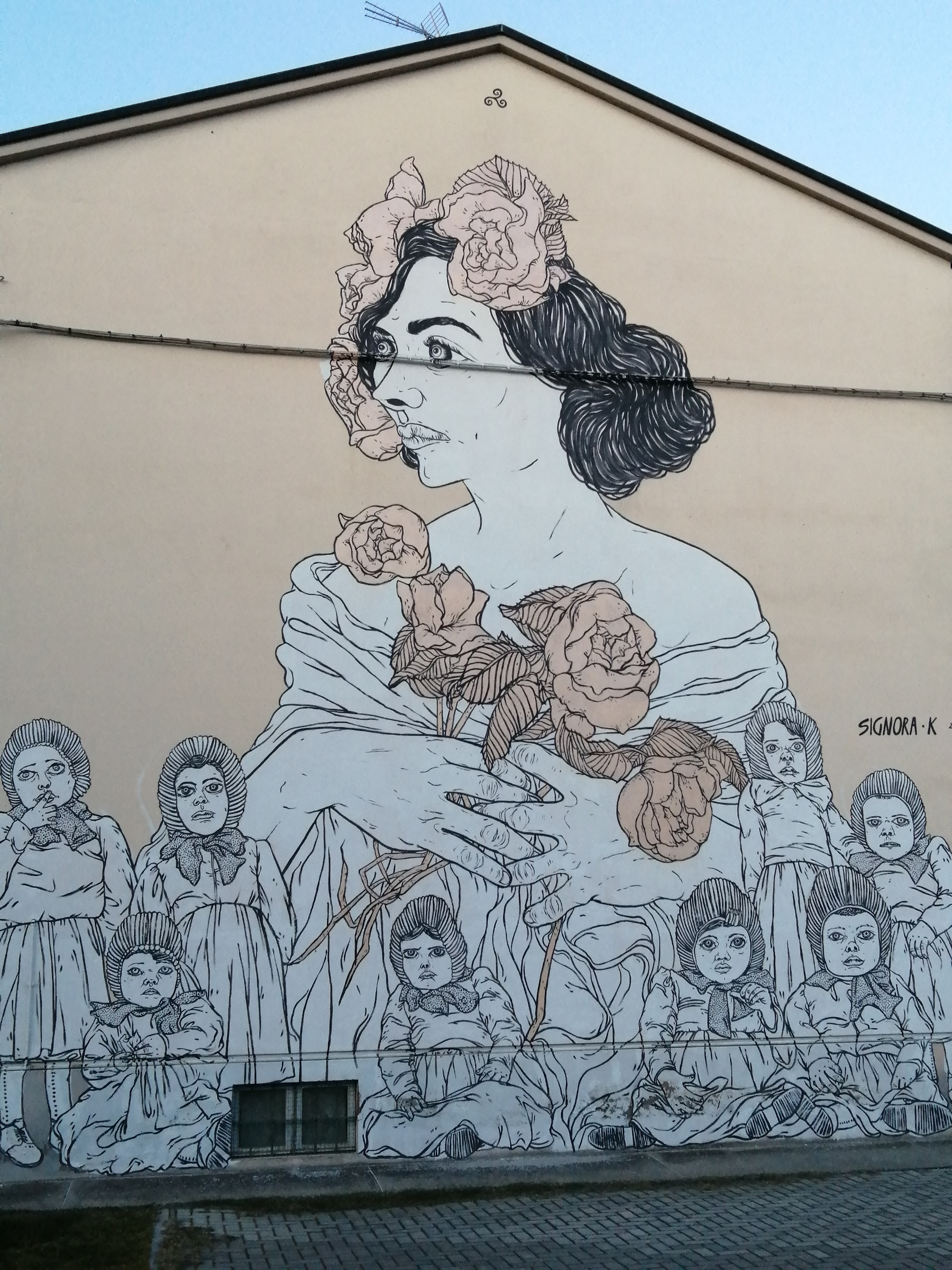
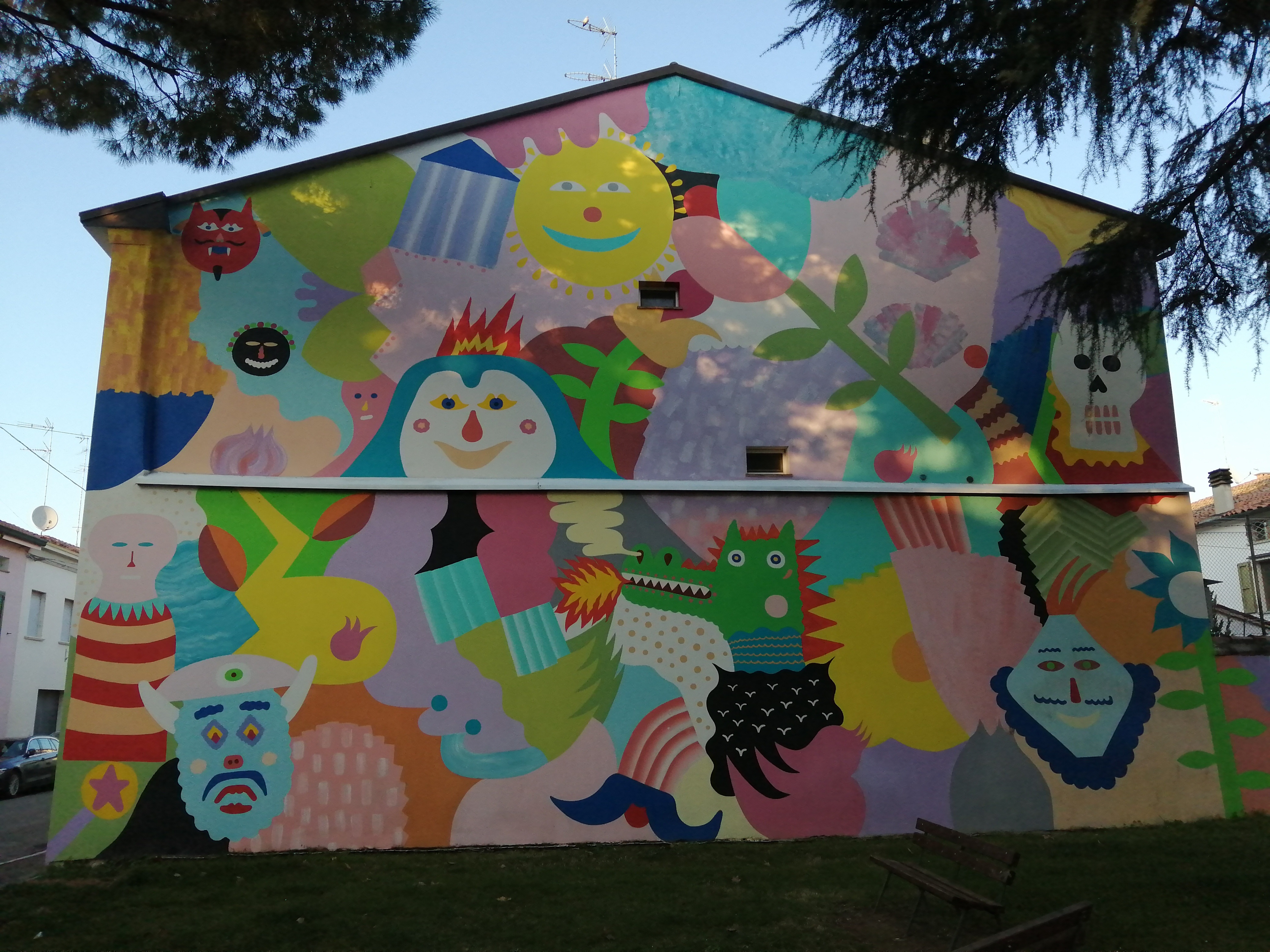
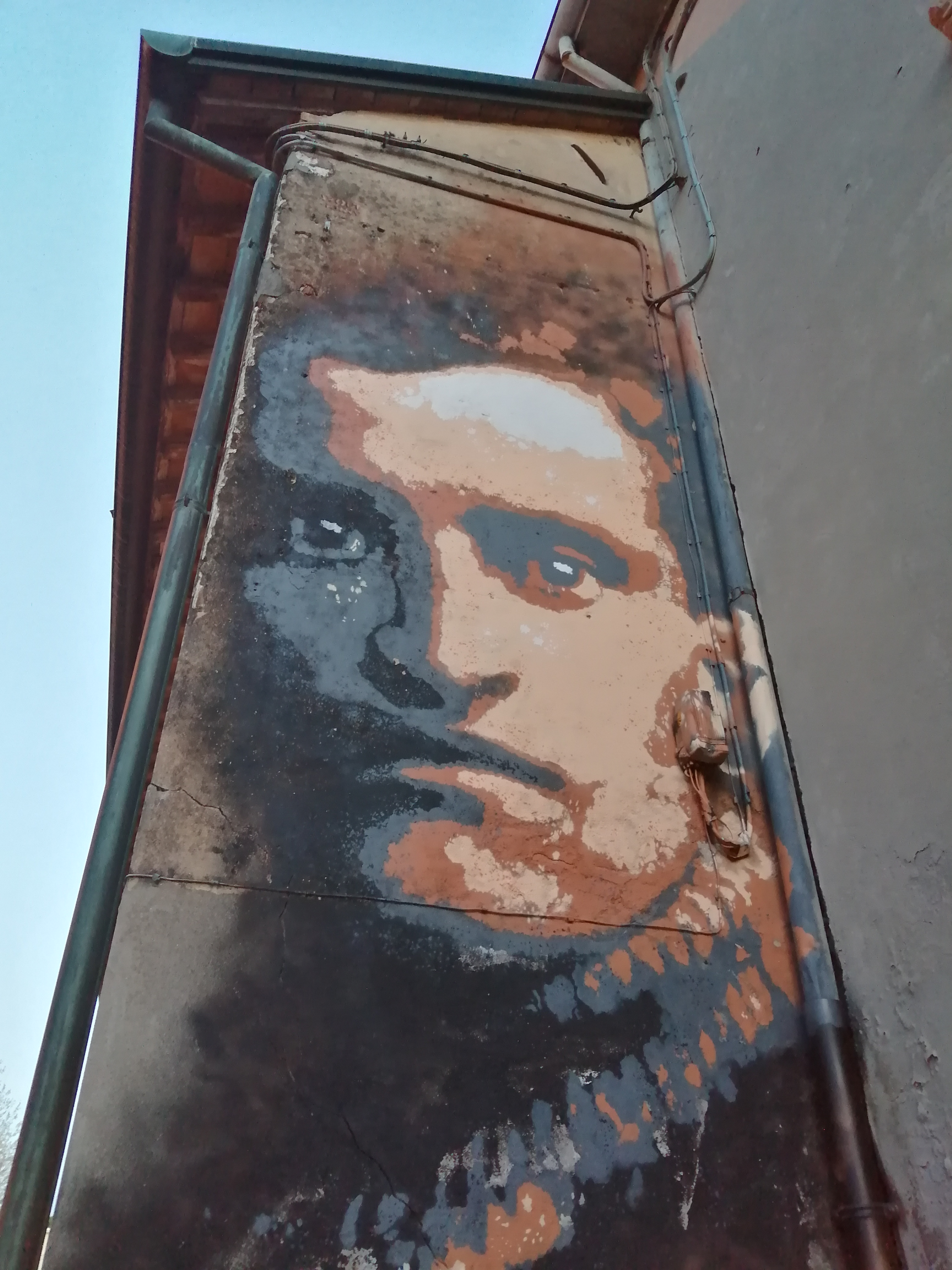
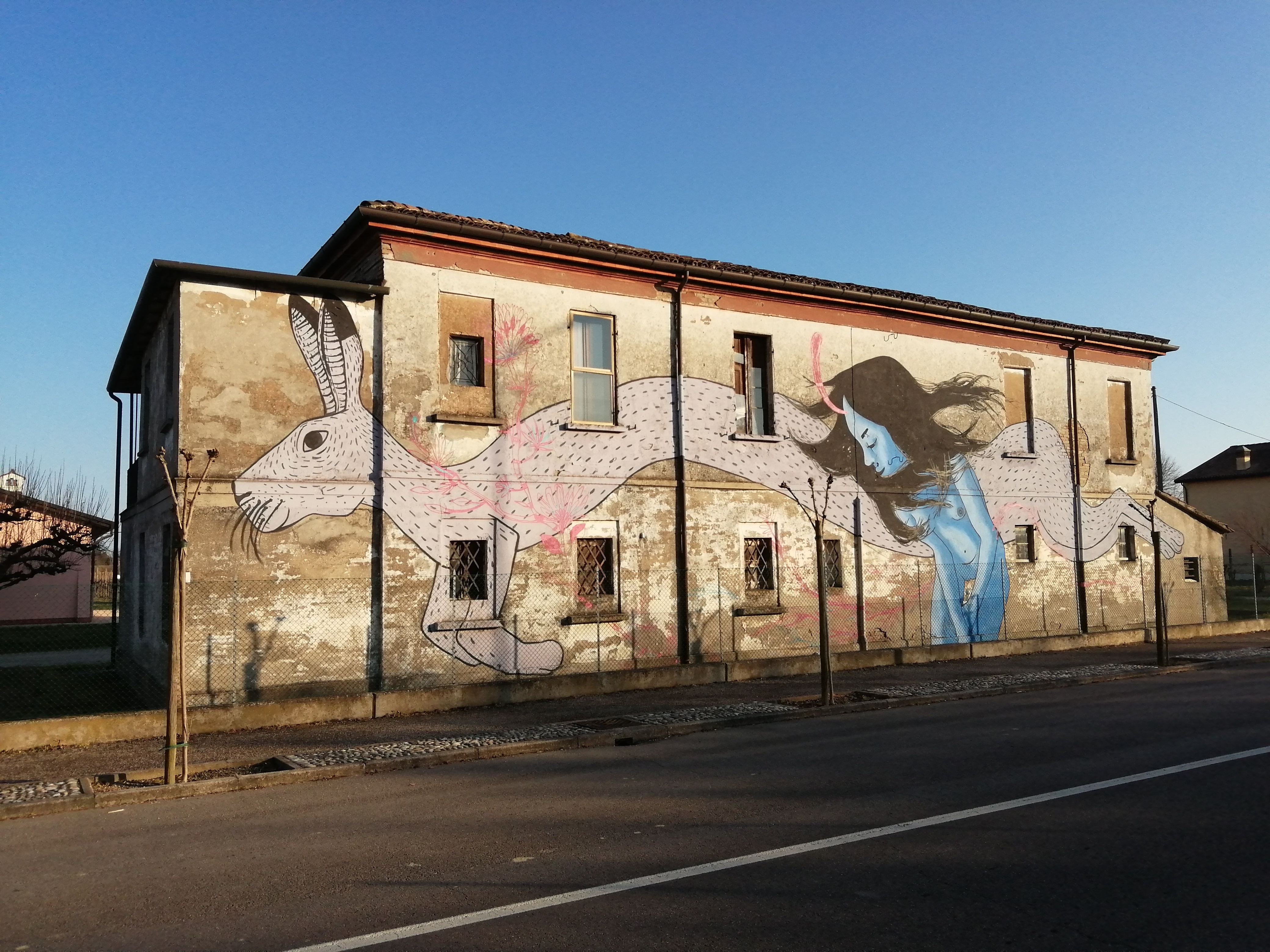
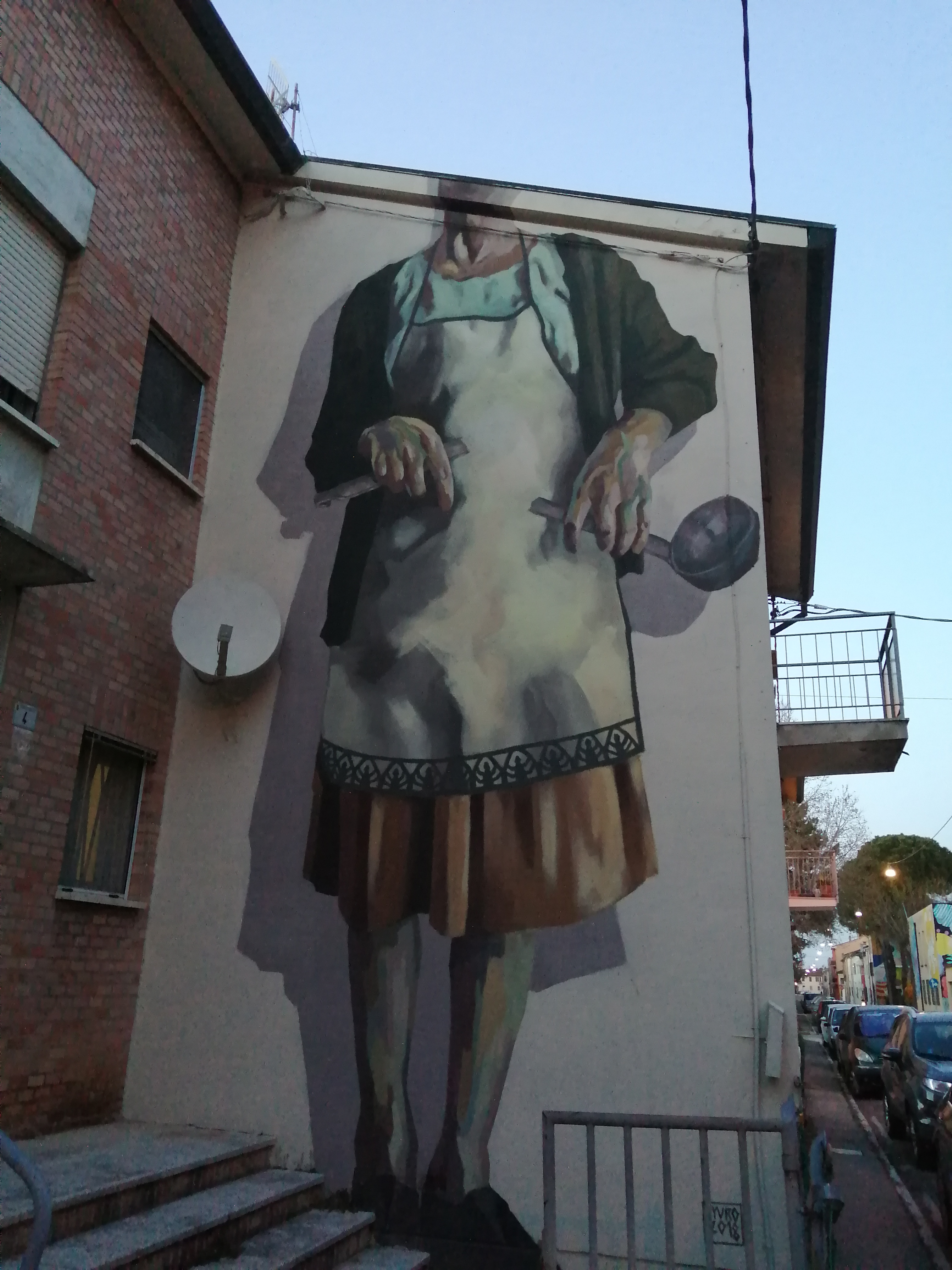

## Infrastrutture e trasporti

### Strade
Il paese è raggiungibile tramite l'autostrada A14 dir uscendo al casello di Cotignola.

### Ferrovie
La stazione ferroviaria di Cotignola è attiva sulla linea Faenza-Lavezzola.
La stazione ferroviaria di Barbiano è attiva sulla linea Castelbolognese-Ravenna.

## Amministrazione
I Comuni di Cotignola, Alfonsine, Bagnacavallo, Bagnara di Romagna, Conselice, Fusignano, Lugo, Massa Lombarda e Sant'Agata sul Santerno formano insieme l'Unione dei comuni della Bassa Romagna.

### Sindaci dal 1945
| Periodo         | Periodo         | Primo cittadino   | Partito              | Carica  | Note                            |
| --------------- | --------------- | ----------------- | -------------------- | ------- | ------------------------------- |
| 15 aprile 1945  | 11 gennaio 1946 | Loris Rava        | PRI                  | Sindaco | Nominato dal prefetto.          |
| 24 gennaio 1946 | 17 marzo 1946   | Tomaso Bertini    | PSI                  | Sindaco |                                 |
| 31 marzo 1946   | 27 maggio 1951  | Angelo Tozzi      | PCI                  | Sindaco | [ 38 ]                          |
| 27 maggio 1951  | 27 maggio 1956  | Giuseppe Biancoli | Democrazia Cristiana | Sindaco |                                 |
| 1956            | 1964            | Michele Bassi     | Democrazia Cristiana | Sindaco | Confermato nel 1960.            |
| 1964            | 1970            | Antonio Tarlazzi  | PSI                  | Sindaco |                                 |
| 1970            | 1972            | Domenico Conti    | Democrazia Cristiana | Sindaco |                                 |
| 1972            | 1975            | Santippo Randi    | Democrazia Cristiana | Sindaco |                                 |
| 1975            | 1980            | Francesco Brusi   | PCI                  | Sindaco |                                 |
| 1980            | 7 agosto 1990   | Gino Casadio      | PSI (Pentapartito)   | Sindaco | Confermato il 2 settembre 1985. |
| 8 agosto 1990   | 23 aprile 1995  | Walter Sacchetti  | PSI (Pentapartito)   | Sindaco |                                 |
| 24 aprile 1995  | 14 giugno 2004  | Giovanni Ceroni   | I Popolari (L'Ulivo) | Sindaco | Confermato il 14 giugno 1999.   |
| 15 giugno 2004  | 25 maggio 2014  | Antonio Pezzi     | Partito Democratico  | Sindaco | Confermato il 9 giugno 2009.    |

### Gemellaggi
Cotignola è gemellata con:
- Be'er Ya'akov, dal 19 ottobre 1987
- Hüttlingen, dal 15 giugno 2007
- Delle, dal 30 settembre 2012 (patto di amicizia)
- Torrebruna, dal 27 ottobre 2013 (patto di amicizia)
- Vinci, dal 2021 (patto di amicizia)